# گوهرچشم
گوهرچشم (نام علمی: Cosmiomma) نام یک سرده از تیره کنه‌های سفت است.
تنها گونه در این سرده گوهرچشم اسب آبی نام دارد.